# Kaiser (Schiff, 1875)
Die erste Kaiser der Kaiserlichen Marine war eine Panzerfregatte der in England gebauten Kaiser-Klasse. Die vorhandene Segeleinrichtung wurde nach und nach reduziert und schließlich ganz entfernt. Die Kaiser wurde am 25. Januar 1897, wie auch ihr Schwesterschiff Deutschland, zum Großen Kreuzer umklassifiziert und diente 1895 bis 1899 in China.

## Baugeschichte
Die Kaiser war das Typschiff der von Edward Reed konstruierten Panzerfregatten der Kaiser-Klasse, die von der Werft Samuda Brothers in Cubitt Town bei London gebaut wurden. Diese Panzerfregatten waren schon im Flottenbauplan des Norddeutschen Bundes enthalten. Es handelte sich um ein Kasemattschiff mit Vollschifftakelage, die jedoch bei späteren Umbauten nach und nach reduziert und schließlich ganz entfernt wurde.
Eine Bauvergabe innerhalb des Deutschen Reichs scheiterte, weil die wenigen geeigneten Werften ausgelastet waren und auch Zweifel an den Fähigkeiten der deutschen Zulieferindustrie bestanden. Die Maschine kam von der Firma J. Penn & Sons in Greenwich und übertraf bei ihrer Lieferung die geforderten Leistungen.
Die Probefahrten mit Werftpersonal begannen am 7. Januar 1875 auf der Themse. Dabei wurde die vertraglich vereinbarte Geschwindigkeit von 14 Knoten überschritten. Am 13. Februar wurde das Schiff unter Kapitän zur See Hermann Robert Przewisinski in Dienst gestellt und vom 13. bis 15. Februar nach Wilhelmshaven überführt. Am 23. März stellte man das Schiff wieder außer Dienst, um den Einbau der von der Firma Krupp gelieferten Kanonen vorzunehmen.

## Flottendienst
Am 19. Mai 1875 erfolgte die erste Indienststellung der Kaiser für das Panzer-Übungsgeschwader. Sie verlegte nach einigen Probefahrten nach Kiel, wo sie am 28. Mai eintraf und am 3. Juni in das Geschwader aufgenommen wurde. Die folgenden Manöver in der Ostsee wurden am 22./23. September für eine vor Kaiser Wilhelm I. stattfindende Flottenrevue auf der Reede von Warnemünde unterbrochen. Der Rückmarsch nach der Auflösung des Geschwaders zum Heimathafen Wilhelmshaven dauerte bei schwerem Wetter acht Tage bis zum 3. Oktober 1875. Während die anderen Panzerschiffe außer Dienst gestellt wurden, blieb die Kaiser als eine Art Wachschiff mit reduzierter Besatzung im Dienst.
1876 kam es wegen Unruhen im Osmanischen Reich nach dem sogenannten Saloniki-Mord am 22. Mai zur Entsendung des Panzer-Übungsgeschwaders mit den Panzerfregatten Kaiser als Flaggschiff unter dem bisherigen Chef des Stabes der Admiralität, Konteradmiral Karl Ferdinand Batsch, dem inzwischen in Dienst gestellten Schwesterschiff Deutschland, der Kronprinz und der Friedrich Carl sowie dem Aviso Pommerania ins Mittelmeer. Das Kanonenboot Comet folgte dem Geschwader. Am 30. Mai setzte die Maschine der Deutschland beim Auslaufen aus Plymouth aus; ein Versuch, sie durch die die Kaiser schleppen zu lassen, scheiterte. Das Geschwader marschierte über Gibraltar und Valletta bis zum 25. Juni nach Saloniki, wo die aus Westindien herbeibefohlene Korvette Medusa zum Geschwader trat. Der deutsche Admiral arbeitete mit französischen, russischen, österreichischen und italienischen Schiffen zusammen. Nachdem die Deutschen und Franzosen sie befriedigende Erklärungen der osmanischen Regierung erhalten hatten, wollte die Admiralität das Geschwader abziehen. Das Auswärtige Amt hielt aber eine weitere Präsenz für notwendig. So begann am 23. August nur der Rückmarsch eines Teils des Geschwaders mit der Kaiser, der Deutschland und der Medusa über Syros, Malta, Gibraltar und Plymouth. Am 13. September waren die Schiffe wieder in Wilhelmshaven. Die Kaiser wurde dann gemäß dem Indiensthaltungsplan am 28. September außer Dienst gestellt.
Am 19. Mai 1877 wurde die Kaiser als letztes der Panzerschiffe wieder in Dienst gestellt. Sie verlegte ab dem 1. Juni wieder als Flaggschiff des Konteradmirals Batsch mit dem Panzer-Übungsgeschwaders in das östliche Mittelmeer, wo inzwischen der Russisch-Osmanische Krieg ausgebrochen war. Dem Geschwader gehörten neben den Schwesterschiffen Kaiser und Deutschland erneut die Friedrich Carl und die neue Panzerfregatte Preußen sowie der Aviso Falke an. Dazu kamen die noch im Mittelmeer befindlichen Schiffe mit der Korvette Gazelle, dem Kanonenboot Comet und dem Aviso Pommerania. Der Schwerpunkt der Aktivitäten des Geschwaders lag diesmal vor der Küste Palästinas und in der Ägäis. Besucht wurden vom 1. bis 5. Juli Port Said, Jaffa – von wo der Admiral, sein Stab und Besatzungsteile einen Ausflug nach Jerusalem machten –, vom 30. Juli bis zum 4. August Saloniki und ab dem 13. August und wieder vom 10. bis zum 25. September Piräus. Während eines Sturmes geriet die Kaiser am 6. September vor Syros auf Grund und wurde von der Deutschland freigeschleppt. Die Heimreise ab dem 5. Oktober war durch schlechtes Wetter stark behindert; auf der Höhe von Lissabon ereignete sich ein Beinahe-Zusammenstoß mit einer französischen Dampffregatte. Am 21. Oktober lief die Kaiser wieder in Wilhelmshaven ein. Am 2. November wurde sie gemäß dem Indiensthaltungsplan erneut außer Dienst gestellt.
Erst vom 1. Mai bis zum 27. September 1883 erfolgte die erneute Indienststellung der Kaiser als Flaggschiff des Panzer-Übungsgeschwader unter Konteradmiral Wilhelm von Wickede mit Übungen und Manövern in den Heimatgewässern. Zum Ende wurde sie mit dem Schwesterschiff Deutschland an die Ostseestation in Kiel abgegeben.
Die nächste Indienststellung der Kaiser erfolgte erst nach vier Jahren vom 3. Mai bis zum 21. September 1887, wieder für das Panzer-Übungsgeschwader mit Übungen und Manövern in den Heimatgewässern. Dabei wurden erstmals Torpedoschutznetze an Bord erprobt. Auch war mit dem Prinzen Ludwig zum ersten Mal ein bayrischer Prinz Teilnehmer eines Manövers der Kaiserlichen Flotte. Während der langen Ruhephasen des Schiffes waren die alten Stahlkanonen des Schiffes durch sieben modernere 15-cm-Ringkanonen ausgetauscht und zusätzlich fünf 35-cm-Torpedorohre installiert worden.
Die nächste Dienstphase der Kaiser bei der Flotte reichte vom 8. Mai 1888 bis zum 30. September 1891. Im Mai 1888 vertrat sie das Deutsche Reich bei der Weltausstellung in Barcelona und begleitete Kaiser Wilhelm II. ab dem 14. Juli bei seinen Antrittsbesuchen auf seiner Yacht Hohenzollern in Sankt Petersburg, Stockholm und Kopenhagen. Nach der Indiensthaltungsperiode erfolgte im September 1888 eine Umorganisation der bestehenden Reservedivisionen. Die Kaiser wurde zum Stammschiff der „Reservedivision Ostsee“, das auch im Winter in Dienst blieb, und gleichzeitig zum Wachtschiff in Kiel. Im November brachte sie den Bruder des Kaisers, Korvettenkapitän Prinz Heinrich, als Vertreter des Kaisers nach Kopenhagen zur Teilnahme am Regierungsjubiläum des dänischen Königs Christian IX. 1889 begannen im Mai die üblichen Übungen der Flotte unter der Leitung von Konteradmiral Friedrich von Hollmann auf der Kaiser. Vom 31. Juli zum 10. August begleitete das gesamte Übungsgeschwader Wilhelm II. bei seinem ersten Staatsbesuch in Großbritannien. Am 23. Oktober begann dann eine Mittelmeerreise des Geschwaders, an der neben der Kaiser als Flaggschiff noch ihr Schwesterschiff Deutschland, die Preußen und das Panzerschiff Friedrich der Große sowie der Aviso Wacht teilnahmen. Das Geschwader marschierte über Plymouth und Gibraltar nach Genua und La Spezia, um Kaiser Wilhelm II. nach Athen zur Hochzeit seiner Schwester Sophie mit Kronprinz Konstantin von Griechenland zu begleiten. Der Kaiser selbst machte die Reise auf dem Flaggschiff mit, während seine Gemahlin Auguste Victoria die kaiserliche Yacht Hohenzollern nutzte. In Athen traten noch der Konstantinopel-Stationär Loreley und der Aviso Pfeil zum Geschwader. Das Kaiserpaar besuchte mit der Yacht anschließend noch den osmanischen Sultan Abdülhamid II. in Begleitung der Kaiser, die mit einer besonderen Erlaubnis die Dardanellen passieren durfte. Die anschließende Rückreise wurde in Korfu zum Besuch der österreichischen Kaiserin Elisabeth unterbrochen. Am 12. November verließ das Kaiserpaar die Flotte in Venedig. Das Geschwader besuchte anschließend als erstes deutsches Geschwader noch die österreich-ungarischen Häfen Pola und Fiume. Nach längerem Aufenthalt in der Adria wurde im Januar noch Smyrna besucht und auf der im Februar beginnenden Rückreise wurden weitere offizielle Besuche in Malta, italienischen Häfen, Cádiz und Lissabon durchgeführt, ehe das Geschwader am 22. März 1890 in Wilhelmshaven eintraf.
Das Geschwader unter Konteradmiral Wilhelm Schröder begleitete Wilhelm II., der sich auf dem Flaggschiff Kaiser eingeschifft hatte, ab Ende Juni zu einem Staatsbesuch nach Dänemark zu König Christian IX. und nach Christiania zu König Oskar II. – damals noch König von Schweden und Norwegen – und war im August bei der Übergabe Helgolands an das Deutsche Reich zugegen. Auch machte es ab Oktober 1890 erneut eine Mittelmeerreise. Im November halfen alle anwesenden Schiffe bei der Bekämpfung eines Großfeuers in Alexandria. Im Dezember besuchte der Geschwaderchef mit dem Aviso Pfeil Konstantinopel und wurde mit einem Teil seines Offizierkorps vom Sultan empfangen. Anschließend besuchten die Schiffe etliche osmanische Häfen, darunter erneut Smyrna und Saloniki. Auch wurden wieder italienische und österreichische Häfen angelaufen, ehe Ende März 1891 die Heimreise begann. Anfang April fand in Lissabon noch ein letzter Besuch statt, bei dem die Kaiser vom portugiesischen König Carlos I. besichtigt wurde. Am 18. April 1891 traf das Geschwader wieder in Wilhelmshaven ein. Die Kaiser blieb das Flaggschiff des Übungsgeschwaders, dessen Kommando nun Konteradmiral Koester übernahm. Es bildete die II. Division der Manöverflotte. Während der Manöver liefen die Schwesterschiffe Kaiser und Deutschland auf einer bislang unbekannte Untiefe in der Danziger Bucht auf Grund, konnten aber freigeschleppt werden und an den Manövern bis zum Ende am 18. September teilnehmen. Am 30. September 1891 wurde die Kaiser dann außer Dienst gestellt. Sie sollte in der Kaiserlichen Werft in Wilhelmshaven umgebaut werden.

## Auslandskreuzer
Nach der Außerdienststellung erhielt die Kaiser in Wilhelmshaven eine neue Kesselanlage und ein 5 cm starkes Panzerdeck und sie wurde umarmiert. Die Segelschiffstakelage wurde einschließlich des hinteren Mastes endgültig entfernt. Die verbliebenen Masten wurden zu Gefechtsmasten umgebaut. Der Umbau zog sich aber länger hin als geplant. Es wurde die Verstärkung der 1894 gebildeten Ostasiatischen Kreuzerdivision zur Durchsetzung der deutschen Interessen befohlen und der Ersatz der alten Korvetten Marie, Alexandrine und Arcona durch modernere Schiffe angeordnet. Daher sollten die Kaiser und der Kreuzer II. Klasse Prinzeß Wilhelm zum 1894 bereits entsandten Kreuzer Irene stoßen.
Am 27. April 1895 wurde die umgebaute und zum Panzerschiff II. Klasse umklassifizierte Kaiser wieder in Dienst gestellt, um der bereits ausgelaufenen Prinzeß Wilhelm nach Ostasien zu folgen. Am 4. Mai begann die Reise über die üblichen Kohlenstationen. Am 18. Juni erreichte die Kaiser den Stationsbereich in Singapur, und über Hongkong und Amoy traf sie am 10. Juli in Shanghai ein. Sie wurde das Flaggschiff der Kreuzerdivision unter Konteradmiral Paul Gottfried Hoffmann, der von der Irene auf die Kaiser umstieg. Zuerst wurde ein Besuch japanischer Häfen bis nach Hakodate durchgeführt. Dann befanden sich die Schiffe der Division meist vor der chinesischen Küste. Im März und April 1896 verweilten sie längere Zeit in Yokohama, um das Verhältnis zu Japan wieder zu verbessern. In Nagasaki fand anschließend der bis 1914 übliche Personalaustausch eines Teiles der Besatzungen statt, die dort am 11. Mai mit einem Dampfer des Norddeutschen Lloyd eingetroffen waren. Anfang Juni verlegte die Kaiser nach Shanghai, wo am 15. Juni 1896 Konteradmiral Alfred Tirpitz die Division übernahm. Zu seinem Auftrag gehörte auch die Erkundung und gegebenenfalls der Erwerb eines geeigneten Stützpunktes. Tirpitz besuchte mit der Kaiser im August und September zweimal die Kiautschoubucht und erörterte die Stützpunktfrage bei einem Besuch in Wladiwostok vom 13. bis zum 21. September eingehend mit dem russischen Statthalter für Ostasien, Generaladmiral Jewgeni Iwanowitsch Alexejew. Die Kaiser lief danach mit der Irene über japanische Häfen nach Shanghai zurück. Im November versammelte sich die gesamte Division vor Amoy, um die Besetzung eines Stützpunktes geschlossen vorzubereiten. Allerdings erforderten verschiedene Einzelaufgaben dann die Verteilung der Schiffe. Die Kaiser musste in Hongkong überholt werden, sodass Tirpitz auf die Irene umstieg und nach Manila lief. Wegen dortiger Unruhen war zuvor schon die Arcona dorthin entsandt worden. Die Prinzeß Wilhelm musste zur Behebung eines schweren Maschinenschadens nach Nagasaki gehen und fiel einen Monat aus. Der Kleine Kreuzer Cormoran blieb als einziges einsatzfähiges Schiff vor der chinesischen Küste.
Im Januar 1897 kehrte Tirpitz auf die Kaiser zurück, die am 25. Januar zum Großen Kreuzer umklassifiziert wurde. Im März verlegte die Division zum anstehenden Besatzungswechsel wieder nach Yokohama, nachdem vorher noch die Samsah-Bucht an der Küste Fujians in der Formosastraße nahe Amoy auf ihre Eignung als Stützpunkt untersucht worden war. Tirpitz erhielt anschließend in Nagasaki den Befehl zur Rückkehr nach Deutschland, da er zum Staatssekretär im Reichsmarineamt ernannt worden war. Sein Nachfolger als Divisionschef, Konteradmiral Otto von Diederichs, traf am 11. Juni 1897 ein und ging auf der Reede von Wusung vor Shanghai an Bord der Kaiser. Die Division führte unter dem neuen Chef eine Japanreise durch. Das Flaggschiff und die Prinzeß Wilhelm liefen von Hakodate nach Yokohama zurück, während die Irene und die Arcona noch russische Häfen bis Wladiwostok besuchten und am 8. September in Yokohama zur Division stießen, die dann nach Shanghai verlegte.

### Besetzung von Tsingtau
Nachdem am 1. November 1897 die beiden deutschen katholischen Missionare Nies und Henle der Steyler Mission in China ermordet worden waren, befahl Kaiser Wilhelm II., der einen Vorwand zur Errichtung eines deutschen Stützpunktes in China gesucht hatte, die Besetzung der Kiautschoubucht. Die Kaiser, die Prinzeß Wilhelm und die Cormoran liefen sofort aus und besetzten am 14. November Stadt und Hafen von Tsingtau. Die Schiffe setzten ein Landungskorps von 717 Mann unter Kapitän zur See Hugo Zeye, dem Kommandanten der Kaiser, an Land und verkündeten dem Befehlshaber der dort stationierten chinesischen Einheit ein Ultimatum, das ihn zum Abzug aufforderte. Am 17. November traf dann noch die Arcona aus Shanghai und am 2. Dezember auch die Irene aus Hongkong ein. Militärischen Widerstand hatte es nicht gegeben, und die Deutschen hatten am 2. Dezember auch im 33 km entfernten Kiautschou die deutsche Fahne gehisst.
Die Admiralität und das Auswärtige Amt hatten erheblich größere Probleme erwartet und daher schon am 19. November die Kreuzerkorvette Kaiserin Augusta aus einem Mittelmeereinsatz heraus nach Ostasien befohlen, die bereits am 14. Dezember in Singapur eintraf. Dazu wurde Diederichs am 23. November Chef des neugebildeten Kreuzergeschwaders ernannt und zum Vizeadmiral befördert. In der Heimat wurde eine II. Division des Geschwaders aufgestellt, die aus der überholten Deutschland, dem modernsten Kleinen Kreuzer Gefion und der bereits entsandten Kaiserin Augusta bestehen sollte und deren Befehlshaber der Kaiserbruder Prinz Heinrich wurde.
Schneller als die II. Division trafen in Tsingtau die benötigten Landtruppen ein. Am 26. Januar erreichte der NDL-Dampfer Darmstadt mit 1200 Mann des neuaufgestellten III. Seebataillons den Hafen und ermöglichte den Kriegsschiffen, ihre Landungskommandos wieder an Bord zu nehmen. Am 5. Februar folgte die Crefeld mit 300 Mann der neugeschaffenen Marineartillerieabteilung und einer Batterie Feldgeschützen. Am 27. Januar 1898 wurde Tsingtau eine dem Reichsmarineamt unterstellte deutsche Kolonie, über deren Pachtung am 28. April 1898 ein Vertrag mit China vom Deutschen Reich erzwungen wurde.
Erst im April erreichte die Deutschland Hongkong, wo sie ins Dock musste. Prinz Heinrich setzte mit der Gefion die Fahrt nach Shanghai fort. Auch auf der Weiterfahrt erlitt die Deutschland eine weitere Maschinenhavarie, und die Gefion musste wieder zur Hilfe kommen. Erst am 5. Mai 1898 war das Geschwader in Tsingtau versammelt.

### Einsatz vor den Philippinen
Der Dienst des Kreuzergeschwaders war inzwischen durch den Spanisch-Amerikanischen Krieg bestimmt. Die Irene war Ende April nach Manila entsandt worden, und die Cormoran folgte ihr. Da die Kaiser zur Überholung nach Nagasaki musste, fuhr der Geschwaderchef auf der Kaiserin Augusta am 12. Juni nach Manila, um sich ein Bild von der Lage zu machen. Als am 18. auch noch die Prinzeß Wilhelm und am 20. die Kaiser in Manila eintrafen, kam es zu erheblichen Spannungen mit den US-Amerikanern. Die Deutschen erklärten die Zusammenballung ihrer Schiffe mit dem geplanten routinemäßigen Besatzungsaustausch, der mit dem Lloyd-Dampfer Darmstadt aus der Heimat kam. Am 8. Juli verließ die Irene, welche die meisten Probleme mit den US-Amerikanern gehabt hatte, als erstes Schiff Manila, am 15. folgte die Cormoran. Am 13. August lief die Kaiserin Augusta mit dem spanischen Generalkapitän an Bord nach Hongkong aus, und am 21. verließ dann auch der Geschwaderchef auf der Kaiser Manila. Das Schiff besuchte Batavia, um an den Feierlichkeiten zur Krönung der niederländischen Königin am 6. September 1898 teilzunehmen, und lief dann über Singapur zurück nach Hongkong.

### Ende der Dienstzeit
Im November lief die Kaiser zu Schießübungen in die Samsah-Bucht und geriet am 15. auf ein nicht kartiertes Riff. Sie kam wieder frei, wurde aber aus Sicherheitsgründen auf den Strand gesetzt. Der Geschwaderchef forderte die II. Division zur Unterstützung an. Prinz Heinrich entsandte sofort die Gefion, behielt aber wegen der für den 21. November in Shanghai vorgesehenen Enthüllung des Denkmals für das untergegangene Kanonenboot Iltis die Deutschland, die Kaiserin Augusta und die Irene zurück. Vor der Gefion trafen schon die Arcona und die Cormoran bei dem inzwischen wieder aufgeschwommenen Havaristen ein. Der Geschwaderchef ging mit allen Schiffen nach Hongkong, wo die Kaiser repariert wurde. Diederichs fuhr mit einem Postdampfer nach Tsingtau und nutzte bis zum Februar die Prinzeß Wilhelm als Flaggschiff. Ab Februar wieder einsatzbereit, verlor die Kaiser mit dem Wechsel der Geschwaderführung am 14. April 1899 ihre Funktion als Geschwaderflaggschiff an die Deutschland.
Am 11. Juni 1899 begann die Rückreise der Kaiser, die zur Ergänzung des Kohlenvorrats auf den Seychellen unterbrochen werden musste. In Palermo erhielt sie den Auftrag, vom 3. bis zum 5. September vor Tanger die deutsche Flagge zu zeigen. Über Cadiz und Plymouth kehrte sie am 21. September nach Kiel zurück. Anschließend besichtigte Wilhelm II. das Schiff in der Danziger Bucht, bevor die Kaiser am 16. Oktober 1899 nach über 24 Jahren Dienstzeit endgültig außer Dienst gestellt wurde.

## Verbleib
Am 3. Mai 1904 wurde die alte Panzerfregatte ein Hafenschiff und am 21. Mai 1906 wurde sie aus der Liste der Kriegsschiffe der Kaiserlichen Marine gestrichen. Am 12. Oktober 1905 wurde die Kaiser in Uranus umbenannt. Sie wurde zu einem Kasernenschiff umgebaut und ab Mai 1907 vor Mönkeberg für die I. Torpedoabteilung verankert. 1908 wurde sie nach Flensburg-Mürwik geschleppt, um dort als Kasernen- und Lehrraum für die Torpedoschule zu dienen, nachdem deren bisherige Hulk Blücher durch eine Explosion untauglich geworden war. 1920 wurde der Rumpf des Schiffs nach Hamburg zum Abbruch verkauft.

## Kommandanten
| 13. Februar bis 23. März 1875       | Kapitän zur See Hermann Robert Przewisinski     |
| 19. Mai 1875 bis Oktober 1875       | Kapitän zur See Franz Kinderling                |
| Oktober 1875 bis Mai 1876           | Kapitän zur See Wilhelm Stubenrauch             |
| . Mai 1876 bis 28. September 1876   | Kapitän zur See Freiherr Max von der Goltz      |
| 19. Mai bis 2. November 1877        | Kapitän zur See Freiherr Max von der Goltz      |
| 1. Mai bis 27. September 1883       | Kapitän zur See Wilhelm Schröder                |
| 3. Mai bis 21. September 1887       | Kapitän zur See Conrad Dietert                  |
| 6. Mai 1888 bis April 1890          | Kapitän zur See Paul Hoffmann                   |
| . April 1890 bis 30. September 1891 | Kapitän zur See Freiherr Conrad von Bodenhausen |
| 27. April 1895 bis Mai 1896         | Kapitän zur See Paul Jaeschke                   |
| . Mai 1896 bis Januar 1898          | Kapitän zur See Hugo Zeye                       |
| . Januar 1898 bis 10. Oktober 1899  | Kapitän zur See Felix Stubenrauch               |